# Celosia schweinfurthiana
Celosia schweinfurthiana är en amarantväxtart som beskrevs av Schinz. Celosia schweinfurthiana ingår i släktet celosior, och familjen amarantväxter. Inga underarter finns listade i Catalogue of Life.